# Grosbois-en-Montagne
Grosbois-en-Montagne település Franciaországban, Côte-d’Or megyében. Lakosainak száma 111 fő (2022. január 1.). Grosbois-en-Montagne Uncey-le-Franc, Civry-en-Montagne, Saint-Anthot, Saint-Mesmin, Soussey-sur-Brionne, Aubigny-lès-Sombernon és Martrois községekkel határos.

## Népesség
A település népességének változása:
| Lakosok száma | 116  | 84   | 73   | 109  | 96   | 96   | 108  | 113  | 113  | 111  |
|               | 1968 | 1982 | 1990 | 2006 | 2013 | 2015 | 2017 | 2019 | 2020 | 2022 |